# Иваневци
Иваневци (на македонска литературна норма: Ивањевци) е село в южната част на Северна Македония, в община Могила.

## География
Селото е разположено в областта Пелагония, югозападно от град Прилеп, Битоля отстои на около 27 км в южна посока. Настилни пътища го свързват със съседните села Долно Сърбци на юг и Подино на север, от запад се намира и планинският рид Древеник.

## История
Църквата в селото „Свети Георги“ е изградена в 1847 година. В XIX век Иваневци е изцяло българско село в Битолска кааза на Османската империя.
Според статистиката на Васил Кънчов („Македония. Етнография и статистика“) от 1900 година Иваньевци има 280 жители, всички българи християни. Според Никола Киров („Крушово и борбите му за свобода“) към 1901 година Иваньевци има 70 български къщи.
На Етнографската карта на Битолския вилает на Картографския институт в София от 1901 година Ивановци е чисто българско село в Битолската каза на Битолския санджак с 21 къщи.
При избухването на Балканската война 5 души от Иваневци са доброволци в Македоно-одринското опълчение.
По време на Първата световна война Иваневци е център на община в Битолска селска околия и има 409 жители.
По време на българското управление във Вардарска Македония в годините на Втората световна война, Кръстю Ст. Каменски от Панагюрище е български кмет на Иваневци от 1 септември 1941 година до 25 ноември 1942 година. След това кметове са Иван Н. Поповски от Дебър (29 декември 1942 - 18 април 1944) и Илия Г. Попев от Прилеп (18 април 1944 - 9 септември 1944).
Според преброяването от 2002 година селото има 615 жители, от които 611 северномакедонци, 3 роми и един друг.
| Година    | 1948 | 1953 | 1961 | 1971 | 1981 | 1991 | 1994 | 2002 |
| --------- | ---- | ---- | ---- | ---- | ---- | ---- | ---- | ---- |
| Население | 861  | 989  | 959  | 970  | 753  | 673  | 615  | 615  |

| Националност     | Всичко |
| северномакедонци | 611    |
| албанци          | 0      |
| турци            | 0      |
| цигани           | 3      |
| власи            | 0      |
| сърби            | 0      |
| бошняци          | 0      |
| други            | 1      |

## Личности
Родени в Иваневци
- Атанас (Нечо, Начо) Трифунов Шарков (1875 - след 1918), български революционер от ВМОРО, битолски селски войвода
- Блажо Диме, българин, православен, арестуван преди април 1904 година, обвинен в „присъединяване към българските комити, организирани с цел да го нарушат порядъка“, осъден от Извънредния съд на 3 години каторга, лежал в Битолския затвор, амнистиран с общата амнистия от 12 април 1904 година[9]
- Божин Дойчин, българин, православен, арестуван преди април 1904 година, обвинен в „присъединяване към българските комити, организирани с цел да го нарушат порядъка“, осъден от Извънредния съд на 3 години каторга, лежал в Битолския затвор, амнистиран с общата амнистия от 12 април 1904 година[10]
- Веле Димитри, българин, православен, арестуван преди април 1904 година, обвинен в „присъединяване към българските комити, организирани с цел да го нарушат порядъка“, осъден от Извънредния съд на 3 години каторга, лежал в Битолския затвор, амнистиран с общата амнистия от 12 април 1904 година[10]
- Йованче Стойко, българин, православен, арестуван преди април 1904 година, обвинен в „присъединяване към българските комити, организирани с цел да го нарушат порядъка“, осъден от Извънредния съд на 3 години каторга, лежал в Битолския затвор, амнистиран с общата амнистия от 12 април 1904 година[10]
- Миче Нидже, българин, православен, арестуван преди април 1904 година, обвинен в „присъединяване към българските комити, организирани с цел да го нарушат порядъка“, осъден от Извънредния съд на 3 години каторга, лежал в Битолския затвор, амнистиран с общата амнистия от 12 април 1904 година[9]
- Нешко Ристе, българин, православен, арестуван преди април 1904 година, обвинен в „присъединяване към българските комити, организирани с цел да го нарушат порядъка“, осъден от Извънредния съд на 3 години каторга, лежал в Битолския затвор, амнистиран с общата амнистия от 12 април 1904 година[10]
- Никола Васил, българин, православен, арестуван преди април 1904 година, обвинен в „присъединяване към българските комити, организирани с цел да го нарушат порядъка“, осъден от Извънредния съд на 3 години каторга, лежал в Битолския затвор, амнистиран с общата амнистия от 12 април 1904 година[9]
- Петре Божин, българин, православен, арестуван преди април 1904 година,[10] обвинен в „присъединяване към българските комити, организирани с цел да го нарушат порядъка“, осъден от Извънредния съд на 3 години каторга, лежал в Битолския затвор, амнистиран с общата амнистия от 12 април 1904 година[11]
- Тале Тодев, български революционер от ВМОРО
- Цветан Боше, българин, православен, арестуван преди април 1904 година, обвинен в „присъединяване към българските комити, организирани с цел да го нарушат порядъка“, осъден от Извънредния съд на 3 години каторга, лежал в Битолския затвор, амнистиран с общата амнистия от 12 април 1904 година[11]
- Янкула Боше, българин, православен, арестуван преди април 1904 година, обвинен в „присъединяване към българските комити, организирани с цел да го нарушат порядъка“, осъден от Извънредния съд на 3 години каторга, лежал в Битолския затвор, амнистиран с общата амнистия от 12 април 1904 година[9]

## Бележики
1. ↑  Цркви //  visitpelagonia.mk.    Архивиран от оригинала на 2013-10-03. Посетен на 27 февруари 2014 г.
2. ↑  Кѫнчовъ, Василъ. Македония. Етнография и статистика.   София, Българското книжовно дружество, 1900. ISBN 954430424X. с. 238.
3. ↑  Майски, Никола Киров. Крушово и борбитѣ му за свобода.   София, печ. „Стопанско развитие“, 1935. с. 18.
4. ↑  Етнографска карта на Битолскиот вилает (каталози на населби, забелешки и карта во четири дела).   Скопје, Каламус, 2017. ISBN 978-608-4646-23-5. с. 11. (на македонска литературна норма)
5. ↑  Македоно-одринското опълчение 1912 - 1913 г.: Личен състав по документи на Дирекция „Централен военен архив“.   София, Главно управление на архивите, Дирекция „Централен военен архив“ В. Търново, Архивни справочници № 9, 2006. ISBN 954-9800-52-0. с. 848.
6. ↑   Списък на населените места в Македония, Моравско и Одринско, София 1917, с. 4., архив на оригинала от 7 април 2014, https://web.archive.org/web/20140407080653/http://statlib.nsi.bg:8181/isisbgstat/ssp/lister.asp?content=%2FFullt%2Fextpages%2FSNM_23_1917_1917%2FSNM_23_1917_1917_P%2A.pdf&from=1&to=150&index=%2FFullt%2Fextpages%2FSNM_23_1917_1917%2FSNM_23_1917_1917_index.pdf&cont=&type=%F1%F2%F0%E0%ED%E8%F6%E8, посетен на 15 февруари 2021
7. ↑  Списък на кметовете на градските и селски общини в присъединените към Царството земи през 1941-1944 година //   Струмски. Посетен на 3 април 2022 г.
8. ↑   Министерство за Локална Самоуправа. База на општински урбанистички планови, архив на оригинала от 15 септември 2008, https://web.archive.org/web/20080915015002/http://212.110.72.46:8080/mlsg/, посетен на 15 март 2008
9. 1 2 3 4  Ѓоргиев, Драги (превод и коментар). Амнестираните илинденци во 1904 година.   Скопје, Државен архив на Република Македонија. Институт за национална историја, 2003. ISBN 9980-622-43-4. с. 84. (на македонска литературна норма)
10. 1 2 3 4 5  Ѓоргиев, Драги (превод и коментар). Амнестираните илинденци во 1904 година.   Скопје, Државен архив на Република Македонија. Институт за национална историја, 2003. ISBN 9980-622-43-4. с. 85. (на македонска литературна норма)
11. 1 2  Ѓоргиев, Драги (превод и коментар). Амнестираните илинденци во 1904 година.   Скопје, Државен архив на Република Македонија. Институт за национална историја, 2003. ISBN 9980-622-43-4. с. 86. (на македонска литературна норма)